# Американське астрономічне товариство
Американське астрономічне товариство (англ. American Astronomical Society, AAS) — одне з найбільших наукових товариств, що об'єднує астрономів. Засноване 1899 року.
Першим президентом товариства був Саймон Ньюком (1899—1904), а його наступником — Едвард Чарлз Пікерінг (1905—1919).
Місія товариства полягає в поліпшенні й поширенні наукового розуміння Всесвіту.
Нині до складу ААТ також входять представники інших галузей науки й
ААТ набуло статусу Міжнародної організації.
і входить до складу Американського інституту фізики.

## Підрозділи
Оскільки галузь астрономії є різноманітною, було сформовано кілька підрозділів, кожен з яких сприяє та сприяє розвитку різних галузей астрономії або науки, пов'язаної з астрономією, а також працює в рамках загального статуту AAS. Багато підрозділів проводять окремі зустрічі на додаток до зустрічей з основною групою. Підрозділи AAS, разом з їхніми основними дослідницькими інтересами, це:
- Відділ планетарних наук (DPS) підтримує планетологію та дослідження Сонячної системи.
- Відділ динамічної астрономії (DDA) підтримує дослідження динаміки (орбіт, еволюції та історії) астрономічних систем від Сонячної системи до надскупчень галактик у космологічних масштабах.
- Відділ астрофізики високих енергій (HEAD) підтримує знання про події високих енергій, частинки, кванти, релятивістські гравітаційні поля та пов'язані з ними явища в астрофізичному Всесвіті.
- Відділ історичної астрономії (HAD) підтримує теми, що стосуються історії астрономії як галузі, та дослідження з використанням історичних астрономічних записів для вирішення сучасних проблем в астрономії.
- Відділ сонячної фізики (SPD) підтримує сонячну фізику (астрофізичні дослідження Сонця) та його взаємодію із Сонячною системою та Землею.

У 2012 році було створено новий відділ: Відділ лабораторної астрофізики (LAD) для покращення розуміння людством Всесвіту шляхом сприяння фундаментальним теоретичним та експериментальним дослідженням основних процесів, що рухають Всесвіт.

## Наукові нагороди від товариства
- Премія Чемблісса за любительські досягнення
- Премія Американського астрономічного товариства імені Н. Лейсі Пірса
- Премія Джорджа Ван Бісбрука
- Премія Денні Гайнемана з астрофізики
- Премія Енні Джамп Кеннон
- Премія Бруно Россі
- Премія Беатріс Тінслі
- Премія Гарольда Юрі